# FEM (Fernsehsender)

Ehemaliges Logo

FEM (Abkürzung für feminin und norwegisch für fünf) ist ein norwegischer TV-Sender der am 3. September 2007 auf Sendung ging. Das Programmangebot des Senders ist auf ein weibliches Publikum ausgerichtet und umfasst Seifenopern, Spielfilme, Talkshows und Dokumentationen. Die Ausstrahlung erfolgt von Großbritannien aus. Neben FEM betreibt Warner Bros. Discovery in Norwegen noch die Sender TVNorge, MAX und VOX. 
Im November 2009 kündigte der ehemalige Eigentümer ProSiebenSat.1 Media AG an, FEM.TV in Deutschland unter dem Namen sixx zu starten. Sendestart war der 7. Mai 2010. Anfang April 2013 hat Discovery Inc. die ehemaligen SBS-Sender, zu denen auch FEM gehört, von der ProSiebenSat.1 Media AG endgültig übernommen.

## Sendungen
- Big Love
- Dirt
- Ein Hauch von Himmel
- Ghost Whisperer – Stimmen aus dem Jenseits
- Hallo Holly
- Schatten der Leidenschaft
- Wildfire